# Silverarken
Silverarken, eller Bröderna Sjöströms femte bok: Silverarken, är en roman av Henning Sjöström och Ernst Sjöström, utgiven 1969. Den finns också utgiven som digital talbok (Daisy) av Talboks- och punktskriftsbiblioteket 2010. Silverarken är Bröderna Sjöströms femte bok.

## Handling
Boken behandlar följare och antagonister till den extatiska väckelserörelse, känd som Korpelarörelsen, som drog fram under 1930-talet i Norrbotten. Ledarna menade att dryckenskap och fria sexuella förbindelser var Guds vilja. De såg som sina fiender laestadianerna, som var kritiska till detta utsvävande liv som till sist ledde till åtal. Enligt bokens baksidestext åtalades ett åttiotal personer — mest kvinnor — för osedligt leverne (i verkligheten 45). Boken beskriver ingående nakendans, kamning av varandras könshår och öppet gruppsex. Och det skabrösa - och skandalösa - är också ett tydligt grundmotiv i boken. Bokens titel är hämtad från den ark som Gud skulle skicka ner till de troende och hämta upp dem till den himmelska saligheten. Boken har skiftande fokalisering och berättare. En av dem är en gårdsbrukare, vars hustru går med i sekten mot hans vilja. I slutet av romanen har han förlorat både sin familj och synen på det traditionella sättet att leva. Mannen står i romanen, tillsammans med polis och andra myndigheter, för normalitet och sans. Enligt bröderna Sjöström är Korpelarörelsen en historia om galenskap, dårskap, fria lustar, omfattande dryckenskap, promiskuitet och sex.

## Mottagande
Åsikterna varierade i mottagandet, särskilt i bedömningen av sanningshalten i romanen. Tidningen Expressen litade på sanningshalten, och tyckte sig se likheter med samtida artiklar om sekten. Dessa var dock tämligen färgade av det skandalösa. 
Ernst Sjöström sades ha tillbringat tre år med research inför boken, men enligt senare studier , var de flesta ex-korpelaner fyllda av skam och förtegna om sin tid i sekten.
Andra kritiker var mindre imponerade av romanens dokumentära inslag. Man konstaterar bland annat att "Bröderna Sjöströms bok givetvis är en spekulation i pornografi" Flera kritiker drar också paralleller med 60-talets liberala sexsyn.
Silverarken har beskyllts för att vara en roman som "okritiskt för vidare de mest skandalösa skrönor om Korpelarörelsen". Det är också tydligt i baksidestexten att fokus ligger på det skandalösa och spektakulära, gärna överdrivet och lockande för en bred allmänhet.
I Skellefteå, den kommun bröderna Sjöström växte upp i, finns sedan 2015 kvarteret Silverarken uppkallad efter boken.